# Leonardo DiCaprio
Leonardo DiCaprio   (Los Angeles, 11 de novembre de 1974), nom artístic de Leonardo Wilhem DiCaprio, és un actor de cinema estatunidenc cinc vegades nominat als Oscar i guanyador d'un Globus d'Or. Va guanyar l'Òscar a millor actor amb la pel·lícula The Revenant (2016).
El 1993, amb una de les seves primeres pel·lícules, a A qui estima, en Gilbert Grape?, va representar un discapacitat intel·lectual tan convincentment que alguns van pensar que ho era realment. Malgrat tot, el salt a la fama li va arribar el 1997 amb la seva interpretació de Jack Dawson a la famosa i cèlebre pel·lícula Titànic. Des de llavors ha protagonitzat nombroses pel·lícules de gran èxit, com Romeu i Julieta (1996), Catch me if you can (2002), i Blood Diamond (2006). També ha aparegut a les cintes més recents de Martin Scorsese (Gangs of New York (2002), L'aviador (2004), Infiltrats (2006), i El lobo de Wall Street (2014) fet que ha portat als experts a comparar la seva relació amb aquella que va beneficiar Robert De Niro al principi de la seva carrera.
Des de 2000, el seu nom és sovint associat al del director Martin Scorsese, amb qui ja ha rodat quatre pel·lícules.
Paral·lelament als seus oficis d'actor i de productor, és conegut pel seu fort compromís a favor de l'ecologisme: ha escrit i produeix el documental L'onzena hora, l'últim viratge, que tracta de l'escalfament global.

## Biografia
Leonardo DiCaprio neix a Los Angeles l'11 de novembre de 1974. Deu el seu nom al cèlebre pintor Leonardo da Vinci, ja que la seva mare, embarassada, estava admirant una obra de Leonardo da Vinci, i va sentir diverses puntades de peu del seu fill.
El seu pare va pensar que era un senyal. És fill del dibuixant i editor de còmics Georges DiCaprio (d'origen italià i alemany) i d'Irmelin Indenbirken, secretària d'origen germano-rus originària d'Oer-erkenschwick a Alemanya, la família de la qual va emigrar als Estats Units els anys 1950. Els seus pares es divorcien el 1975. Té un germanastre, Adam, procedent de les segones núpcies del seu pare. Procedent d'aquesta barreja de diverses cultures, passa les seves vacances a Francfort, més exactament a Steinbach, a Alemanya, però viu amb la seva mare al barri de Hollywood a Los Angeles.
Leonardo és lliure de dedicar-se a qualsevol activitat des de jove i sobretot als cursos d'actuació, àmbit en el qual es pot realitzar plenament.
A tretze anys, Leonardo DiCaprio comença per rodar spots publicitaris i obté de seguida petits papers a la televisió, entre els quals Growing Pains de Neal Marlens (1991), sèrie en la qual destacaria.

### Carrera
Leonardo s'interessa pel cinema i roda el seu primer paper en una pel·lícula de terror, Critters 3. Després el 1993, té el paper del gendre maltractat de Robert De Niro a This Boy's Life. Leonardo atreu encara més l'atenció en la seva pel·lícula següent, A qui estima, en Gilbert Grape?, on fa el paper d'un discapacitat mental, robant el protagonisme a Johnny Depp. Obté per a aquesta pel·lícula el 1994 una doble nominació com a millor actor secundari als Premi Globus d'Or i en els Òscars.
Durant 1995 actua en diverses pel·lícules, com Rimbaud Verlaine en la qual té el paper del poeta homosexual Rimbaud i que la revista Entrevue ha considerat com pornogràfica gai, després Basketball Diaries, adaptació del llibre autobiogràfic del poeta i músic novaiorquès Jim Carroll on encarna un jove toxicòman al costat de Mark Wahlberg i Juliette Lewis. Segueix amb el western de Sam Raimi, Ràpida i mortal, al costat de Sharon Stone, Gene Hackman i Russell Crowe i finalment en el drama familiar Senzills Secrets, on comparteix el cartell amb Meryl Streep, Diane Keaton i Robert De Niro.
Malgrat les seves bones actuacions, Leonardo DiCaprio no accedeix a un estatus de primer pla fins al 1996 amb el Romeo + Juliet de Baz Luhrmann, adaptació moderna de l'obra de William Shakespeare. Ho enllaça amb Celebrity de Woody Allen i L'home de la màscara de ferro  on comparteix el cartell amb un repartiment impressionant (John Malkovich, Jeremy Irons, Gérard Depardieu i Gabriel Byrne). Però, sobretot, es guanya un estatus d'"heroi romàntic", a la pel·lícula Titanic de James Cameron on actua d'amant de Rose, interpretada per Kate Winslet. La pel·lícula coneix un èxit planetari que propulsa DiCaprio cap al rang d'estrella mundial.

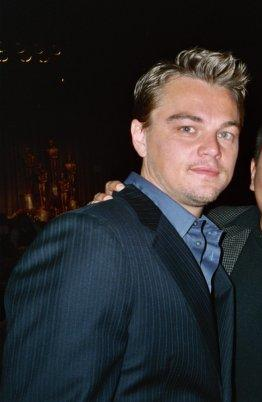
DiCaprio el març del 2009

Manté aquest estatus amb la pel·lícula de Danny Boyle, The Beach, el 2000, encara que el seu personatge sigui aquí un antiheroi. La seva imatge canvia amb les seves pel·lícules següents: actua d'estafador davant de Tom Hanks a Catch Me If You Can de Steven Spielberg, després roda tres pel·lícules sota la direcció de Martin Scorsese: Gangs of New York (2002) amb Daniel Day-Lewis, Cameron Diaz i Liam Neeson, L'aviador (2005) o la seva interpretació del célebre Howard Hughes li val el Globus d'Or al millor actor dramàtic després Infiltrats, on fa d'agent de la policia de l'Estat de Boston, infiltrat en la màfia irlandesa, al costat de Matt Damon, Jack Nicholson i Mark Wahlberg. Gràcies a aquesta pel·lícula Martin Scorsese guanya per primera vegada l'Òscar al millor director i a la millor pel·lícula el 2006. L'any següent surt Blood Diamond d'Edward Zwick, on Dicaprio interpreta un traficant de diamants de Rodèsia (actualment Zimbàbue), a Sierra Leone, denunciant així el tràfic dels diamants de sang.

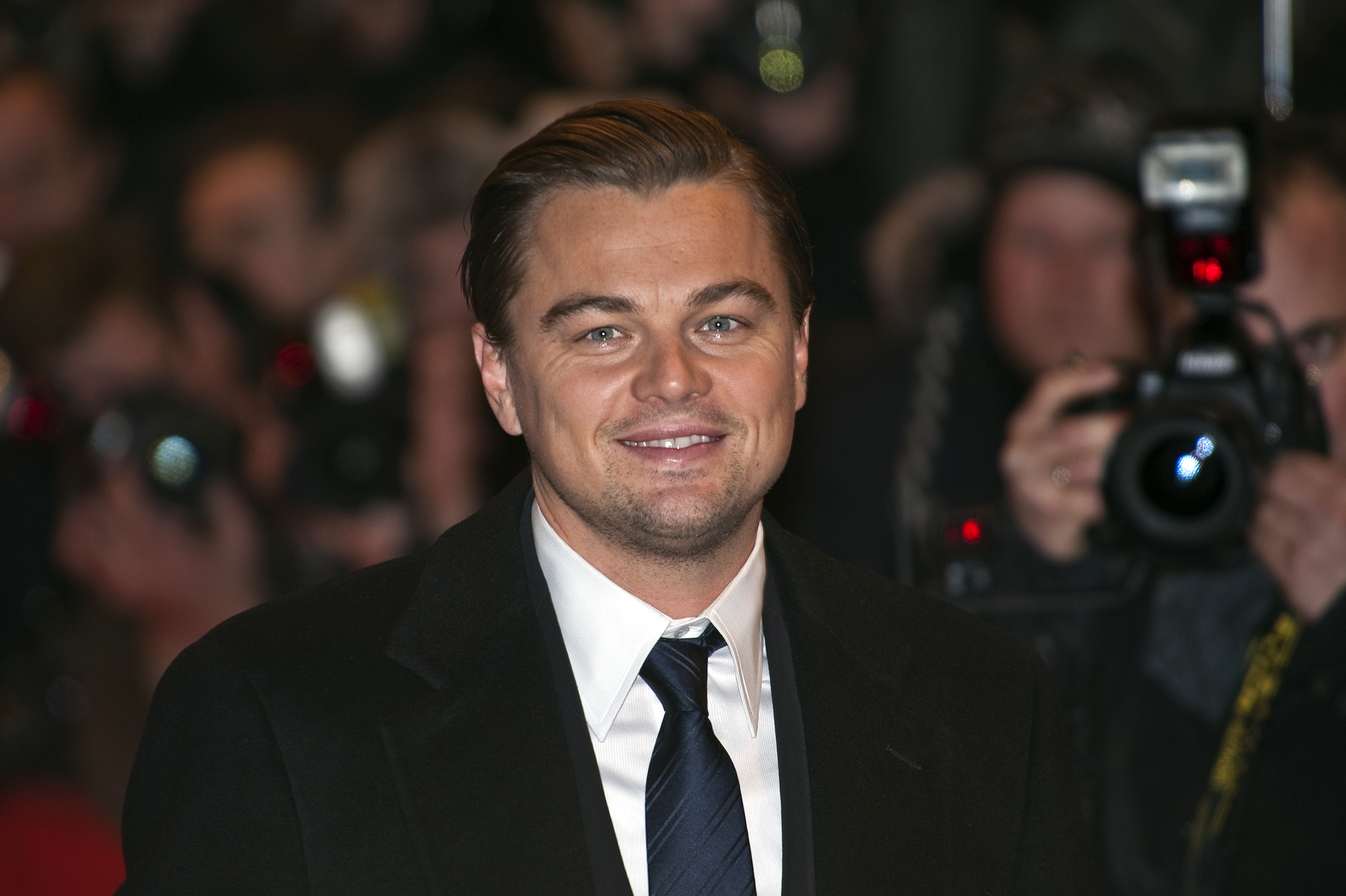
(2010)

Deu anys després de Titanic, Leonardo DiCaprio retroba Kate Winslet i Kathy Bates a Revolutionary Road de Sam Mendes. El 2008, l'actor roda Body of Lies dirigida per Ridley Scott, una pel·lícula d'espionatge i d'acció que es desenvolupa a l'Orient Mitjà i on comparteix protagonisme amb Russell Crowe, amb qui ja s'havia creuat al rodatge de The Quick and the Dead el 1995, abans que els dos actors atenyessin la notorietat.
La col·laboració de Leonardo DiCaprio amb Martin Scorsese prossegueix amb el thriller Shutter Island, adaptació de la novel·la de Dennis Lehane, estrenat al començament de l'any 2010. Segueix amb el rodatge d'Inception de Christopher Nolan, al costat de Marion Cotillard, Joseph Gordon-Levitt, Ellen Page, Ken Watanabe, Tom Hardy, Cillian Murphy i Michael Caine. Aquest film de ciència-ficció de molt gran pressupost tracta de la manipulació dels somnis i de l'arquitectura de l'esperit i ha sortit l'estiu del 2010.
Es prepara per encarnar John Edgar Hoover, el fundador de l'FBI, sota la direcció del director Clint Eastwood.

## Compromís a favor del desenvolupament sostenible

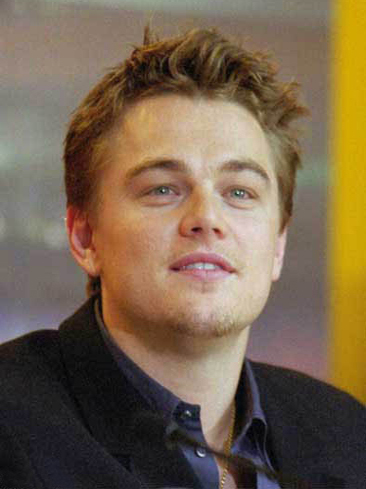
Leonardo el 2000.

El 1998, DiCaprio i la seva mare donen 35.000 dòlars per crear una associació de defensa del medi ambient i reconstruir una biblioteca destruïda per un incident climàtic.
El 2004, sosté financerament la campanya presidencial del demòcrata John Kerry.
Durant el rodatge de Diamant de sang, DiCaprio treballa amb vint-i-quatre nens del poble de SOS Children's Village in Maputo, a Moçambic, i es declara molt afectat per aquest treball amb nens.
DiCaprio condueix un cotxe ecològic i ha equipat la seva casa amb panells solars. El 2007, promociona el cotxe híbrid Toyota Prius.
En una entrevista a la revista Ukula, a propòsit de la pel·lícula L'onzena, l'últim viratge (que ha coescrit, coprodueix i del qual és el narrador), presenta la lluita contra el reescalfament climàtic com el desafiament número u en la defensa del medi ambient.
Nominat en els Oscars 2007 com l'antic vicepresident Al Gore, ha pujat en escena amb el futur Premi Nobel De La Pau per tal de precisar que la cerimònia dels Òscars havia incorporat pràctiques intel·ligents per a la defensa del medi ambient en la preparació i la producció de la cerimònia. Els dos homes han reafirmat la seva voluntat de defensar el medi ambient.
El 6 de juny del 2007, Leonardo DiCaprio és present en la cerimònia The American Leg of Life Earth per promocionar la defensa del medi ambient.
Va ser convidat pel parlament escocès per explicar l'acció de la seva fundació per a la defensa del medi ambient, per tal de sensibilitzar als problemes que causa el reescalfament climàtic. Els diners que va recollir per a aquesta intervenció van ser donats a la seva associació.
El 2008, dona 400.000 dòlars per la campanya presidencial de Barack Obama.
L'actor ha comprat igualment, per tretze milions d'euros, quaranta-dues hectàrees de terres a l'illa de Blackadore Caye, a Belize, sobre les quals construirà, al costat d'un ecolodge de luxe, una pista d'aterratge per a jets privats i d'altres distraccions de més de 25 milions d'euros. Totes aquestes accions li han valgut diversos premis de part de grups de defensa del medi ambient i han inspirat altres estrelles del cinema com Orlando Bloom i Penelope Cruz.
L'actor ha ingressat un milió de dòlars al Fons Clinton-Bush per a Haití a favor de les víctimes del terratrèmol d'Haití del 2010.

## Vida privada
Ha tingut per companya oficial la model brasilera Gisele Bündchen durant cinc anys. Des de 2005, surt amb una altra top model, Bar Refaeli. Van tallar i va tenir un affair l'estiu passat amb l'actriu estatunidenca Blake Lively.

## Filmografia

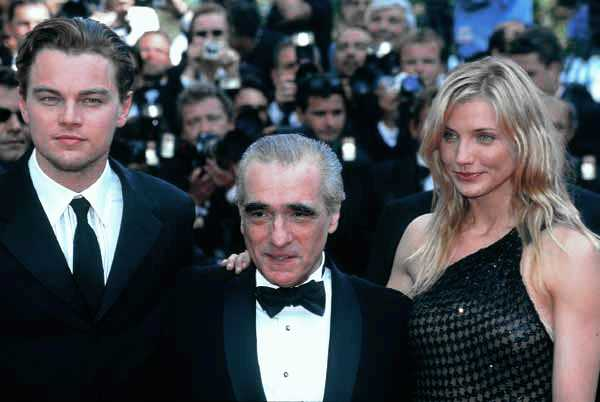
Leonardo DiCaprio, Martin Scorsese i Cameron Diaz a Canes el 2002 per a la presentació de Gangs of New York.

| Any  | Pel·lícula                                               | Paper                                | Director               | Notes          | Ref   |
| ---- | -------------------------------------------------------- | ------------------------------------ | ---------------------- | -------------- | ----- |
| 1991 | Critters 3                                               | Josh                                 | Kristine Peterson      |                |       |
| 1992 | La mala herba (Poison Ivy)                               | Guy                                  | Katt Shea              |                |       |
| 1993 | La vida d'aquest noi (This Boy's Life)                   | Toby                                 | Michael Caton-Jones    |                |       |
| 1993 | A qui estima, en Gilbert Grape?                          | Arnie Grape                          | Lasse Hallström        |                |       |
| 1994 | The Foot Shooting Party                                  | Bud                                  | Annette Haywood-Carter |                |       |
| 1995 | Ràpida i mortal (The quick and the dead)                 | Fee Herod                            | Sam Raimi              |                |       |
| 1995 | Diari d'un rebel (The basketball diaries)                | Jim Carroll                          | Scott Kalvert          |                |       |
| 1995 | Total Eclipse                                            | Arthur Rimbaud                       | Agnieszka Holland      |                |       |
| 1996 | Romeo + Juliet                                           | Romeo Montague                       | Baz Luhrmann           |                |       |
| 1996 | Simples Secrets (Marvin's room)                          | Hank                                 | Jerry Zaks             |                |       |
| 1997 | Titanic                                                  | Jack Dawson                          | James Cameron          |                |       |
| 1998 | L'home de la màscara de ferro (The Man in the Iron Mask) | Lluís XIV / Philippe                 | Randall Wallace        |                |       |
| 1998 | Celebrity                                                | Brandon Darrow                       | Woody Allen            |                |       |
| 2000 | The beach                                                | Richard                              | Danny Boyle            |                |       |
| 2001 | Don's Plum                                               | Derek                                | R.D. Robb              |                |       |
| 2002 | Catch Me If You Can                                      | Frank William Abagnale Jr.           | Steven Spielberg       |                |       |
| 2002 | Gangs of New York                                        | Amsterdam Vallon                     | Martin Scorsese        |                |       |
| 2004 | L'aviador (The Aviator)                                  | Howard Hughes                        | Martin Scorsese        |                |       |
| 2006 | Diamant de sang (Blood Diamond)                          | Danny Archer                         | Edward Zwick           |                |       |
| 2006 | Infiltrats (The Departed)                                | Policia William "Billy" Costigan Jr. | Martin Scorsese        |                |       |
| 2007 | The 11th Hour                                            | Narrador                             | Nadia Conners          |                |       |
| 2008 | Body of Lies                                             | Roger Ferris                         | Ridley Scott           |                |       |
| 2008 | Revolutionary Road                                       | Frank Wheeler                        | Sam Mendes             |                |       |
| 2010 | Shutter Island                                           | Teddy Daniels                        | Martin Scorsese        |                |       |
| 2010 | Inception                                                | Dom Cobb                             | Christopher Nolan      |                |       |
| 2011 | J. Edgar                                                 | John Edgar Hoover                    | Clint Eastwood         |                |       |
| 2012 | Django desencadenat                                      | Calvin Candie                        | Quentin Tarantino      |                |       |
| 2013 | El gran Gatsby (The Great Gatsby)                        | Jay Gatsby                           | Baz Luhrmann           |                |       |
| 2013 | The Wolf of Wall Street                                  | Jordan Belfort                       | Martin Scorsese        |                |       |
| 2015 | The Revenant                                             | Hugh Glass                           | Alejandro G. Iñárritu  |                |       |
| 2016 | Before the Flood                                         | D'ell mateix, narrador               | Fisher Stevens         | Documental     | [ 5 ] |
| 2019 | Ice on Fire                                              | Narrador                             | Leila Conners          | Veu Documental |       |
| 2019 | Once Upon a Time in Hollywood                            | Rick Dalton                          | Quentin Tarantino      |                | [ 6 ] |
| 2021 | Killers of the Flower Moon                               | Tom White                            | Martin Scorsese        |                |       |
| 2021 | Don't Look Up                                            | Dr. Randall Mindy                    | Adam McKay             |                |       |

### A la televisió
- 1990: Santa Barbara: Mason Capwell, de jove
- 1990: Parenthood: Gary Buckman
- 1990: The New Lassie: un jove
- 1991: Roseanne: camarada de classe de Darlene
- 1991- 1992: Growing Pains: Luke Brower (última temporada)

### Com a productor
- 2004: L'assassinat De Richard Nixon de Niels Mueller
- 2004: L'aviador de Martin Scorsese
- 2007: Gardener of Eden de Kevin Connolly
- 2007: The 11th Hour de Nadia Conners i Leila Conners Petersen
- 2008: In Dark Woods
- 2009: Esther de Jaume Collet-serra
- 2010: Shutter Island de Martin Scorsese
- 2011: The Chancellor Manuscript (previsió)

### Com a guionista
- 2007: The 11th Hour de Nadia Conners i Leila Conners Petersen

## Premis i nominacions

### Premis
- 1997: Ós de Plata a la millor interpretació masculina per Romeo + Juliet
- 2003. Globus d'Or al millor actor dramàtic per L'aviador
- 2006: Premi Satellite al millor actor secundari per The Departed
- 2014: Globus d'Or al millor actor musical o còmic per The Wolf of Wall Street
- 2016: Globus d'Or al millor actor dramàtic per The revenant
- 2016: Oscar al millor actor per The revenant

### Nominacions
- 1994. Oscar al millor actor secundari per What's Eating Gilbert Grape.
- 1994. Globus d'Or al millor actor secundari per What's Eating Gilbert Grape.
- 1998. Globus d'Or al millor actor dramàtic per Titanic
- 2003. Globus d'Or al millor actor dramàtic per Catch Me If You Can
- 2005. Oscar al millor actor per L'aviador
- 2005. BAFTA al millor actor per L'aviador
- 2007. Oscar al millor actor per Diamant de sang
- 2007. Globus d'Or al millor actor dramàtic per  Diamant de sang  i per a Infiltrats
- 2014. BAFTA al millor actor per Infiltrats
- 2009. Globus d'Or al millor actor dramàtic per Revolutionary Road
- 2012. Globus d'Or al millor actor dramàtic per J. Edgar
- 2013. Globus d'Or al millor actor dramàtic per Django desencadenat
- 2014. Oscar a la millor pel·lícula per The Wolf of Wall Street
- 2014. Oscar al millor actor per The Wolf of Wall Street
- 2014. BAFTA al millor actor per The Wolf of Wall Street
- 2016. BAFTA al millor actor per The revenant